# Gare de Takahagi
La gare de Takahagi (高萩駅, Takahagi-eki) est une gare ferroviaire de la ville de Takahagi, dans la préfecture d'Ibaraki au Japon. La gare est exploitée par la compagnie JR East.

## Situation ferroviaire
Takahagi est située au point kilométrique (PK) 162,5 de la ligne Jōban.

## Histoire
La gare de Takahagi a été inaugurée le 25 février 1897.

## Service des voyageurs

### Accueil
La gare dispose d'un bâtiment voyageurs, avec guichets, ouvert tous les jours.

### Desserte
- Ligne Jōban :
  - voie 1 : direction Iwaki et Sendai
  - voies 1 et 2 : direction Mito et Ueno (interconnexion avec la ligne Ueno-Tokyo pour Tokyo et Shinagawa)